# Liste der Baudenkmale in Rhumspringe
In der Liste der Baudenkmale in Rhumspringe sind alle Baudenkmale der niedersächsischen Gemeinde Rhumspringe im Landkreis Göttingen aufgelistet. Der Stand der Liste ist das Jahr 1997.

## Allgemein
Der Ort wurde 1250 zum ersten Mal erwähnt. Die Baudenkmale befinden sich in Rhumspringe und in dem ein Kilometer entfernten Lütgenhausen.
In den Spalten befinden sich folgende Informationen:
- Lage: die Adresse des Baudenkmales und die geographischen Koordinaten. Kartenansicht, um Koordinaten zu setzen. In der Kartenansicht sind Baudenkmale ohne Koordinaten mit einem roten Marker dargestellt und können in der Karte gesetzt werden. Baudenkmale ohne Bild sind mit einem blauen Marker gekennzeichnet, Baudenkmale mit Bild mit einem grünen Marker.
- Bezeichnung: Bezeichnung des Baudenkmales
- Beschreibung: die Beschreibung des Baudenkmales. Unter § 3 Abs. 2 NDSchG werden Einzeldenkmale und unter § 3 Abs. 3 NDSchG Gruppen baulicher Anlagen und deren Bestandteile ausgewiesen.
- ID: die Objekt-ID des Baudenkmales
- Bild: ein Bild des Baudenkmales, ggf. zusätzlich mit einem Link zu weiteren Fotos des Baudenkmals im Medienarchiv Wikimedia Commons. Wenn man auf das Kamerasymbol klickt, können Fotos zu Baudenkmalen aus dieser Liste hochgeladen werden:

## Lütgenhausen
| Lage                                                | Bezeichnung              | Beschreibung | ID       | Bild |
| --------------------------------------------------- | ------------------------ | --- | -------- | ---- |
| Lütgenhäuser Straße 14 51° 35′ 16″ N, 10° 16′ 34″ O | Wohn-/Wirtschaftsgebäude | Möglicherweise besteht kein Denkmalschutz mehr, da das Objekt im Denkmalatlas 2020 nicht aufgeführt ist.                                                                                            |          | BW   |
| Unterdorf 2 51° 35′ 13″ N, 10° 16′ 18″ O            | Wohnhaus                 | Dreiseitige Hofanlage mit Fachwerk-Wohnhaus. Wohnhaus erbaut 1779 von Johann Andreas Geler und Kristin Elisabeth Gropen. Denkmalgeschützt ist auch der Staketzaun (ID 35275922) entlang der Straße. | 35275758 |      |

## Rhumspringe
| Lage                                                   | Bezeichnung         | Beschreibung                                                                             | ID       | Bild |
| ------------------------------------------------------ | ------------------- | ---------------------------------------------------------------------------------------- | -------- | ---- |
| Rüdershäuser Straße 51° 34′ 58″ N, 10° 17′ 36″ O       | Rhumebrücke         | Die Eisenbahnbrücke überquert die Rhume.                                                 | 35275779 |      |
| Dechant-Hartmann-Straße 1 51° 34′ 58″ N, 10° 17′ 45″ O | Feuerwehrgerätehaus | Das Haus wurde um 1900 mit Bruchsteinen errichtet. Der Schlauchturm ist aus Holz.        | 35275799 |      |
| Kirchberg 51° 34′ 58″ N, 10° 17′ 51″ O                 | Wegekreuz           |                                                                                          | 35275820 | BW   |
| Schulstraße 51° 34′ 52″ N, 10° 18′ 25″ O               | Wegekreuz           |                                                                                          | 35275861 | BW   |
| Oberdorf 53 51° 35′ 13″ N, 10° 18′ 6″ O                | Wohnhaus            | Das zweigeschossige, traufständige Fachwerkhaus wurde Mitte des 19. Jahrhunderts erbaut. | 35275841 |      |